# 教会采地主权

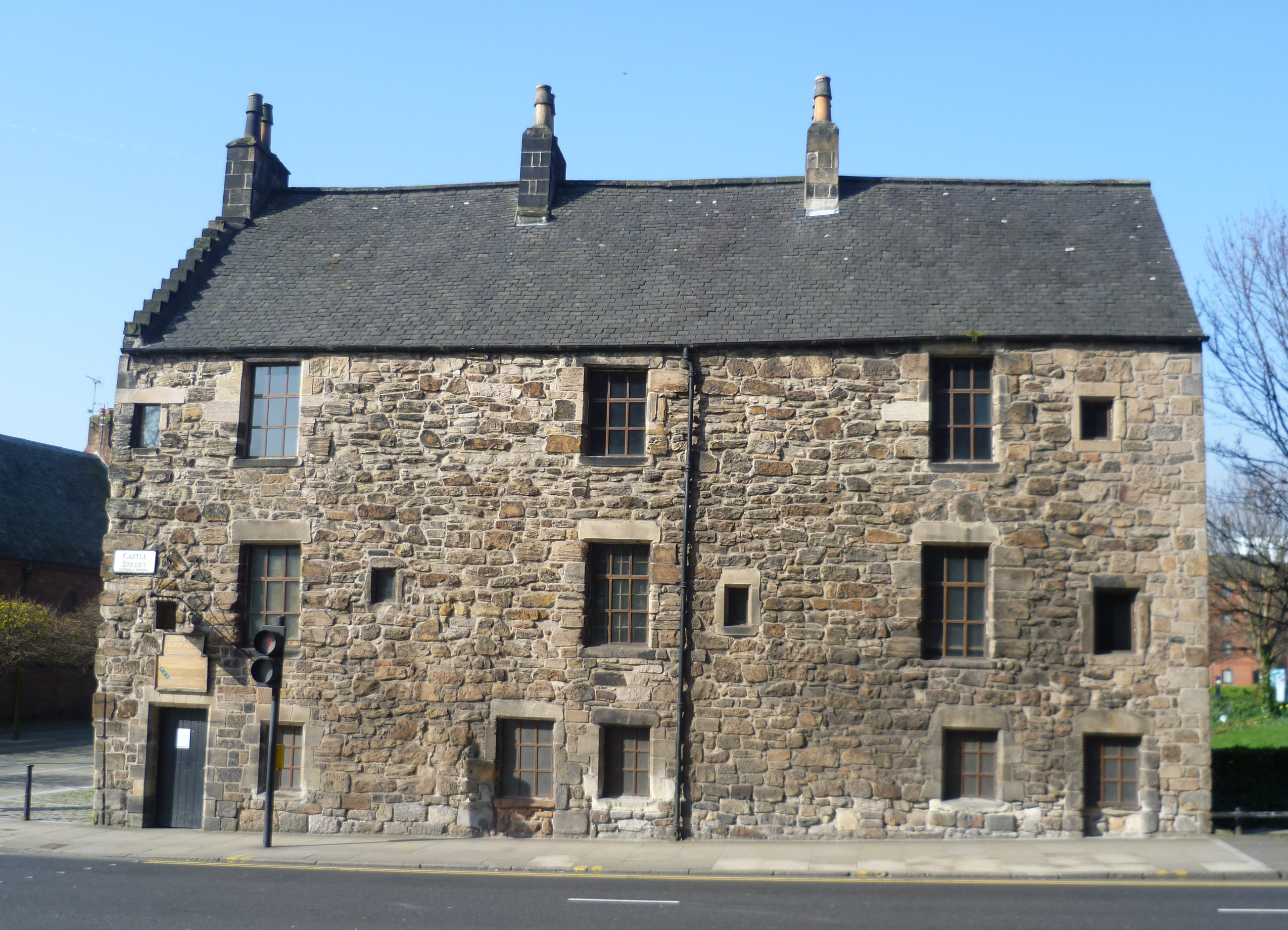

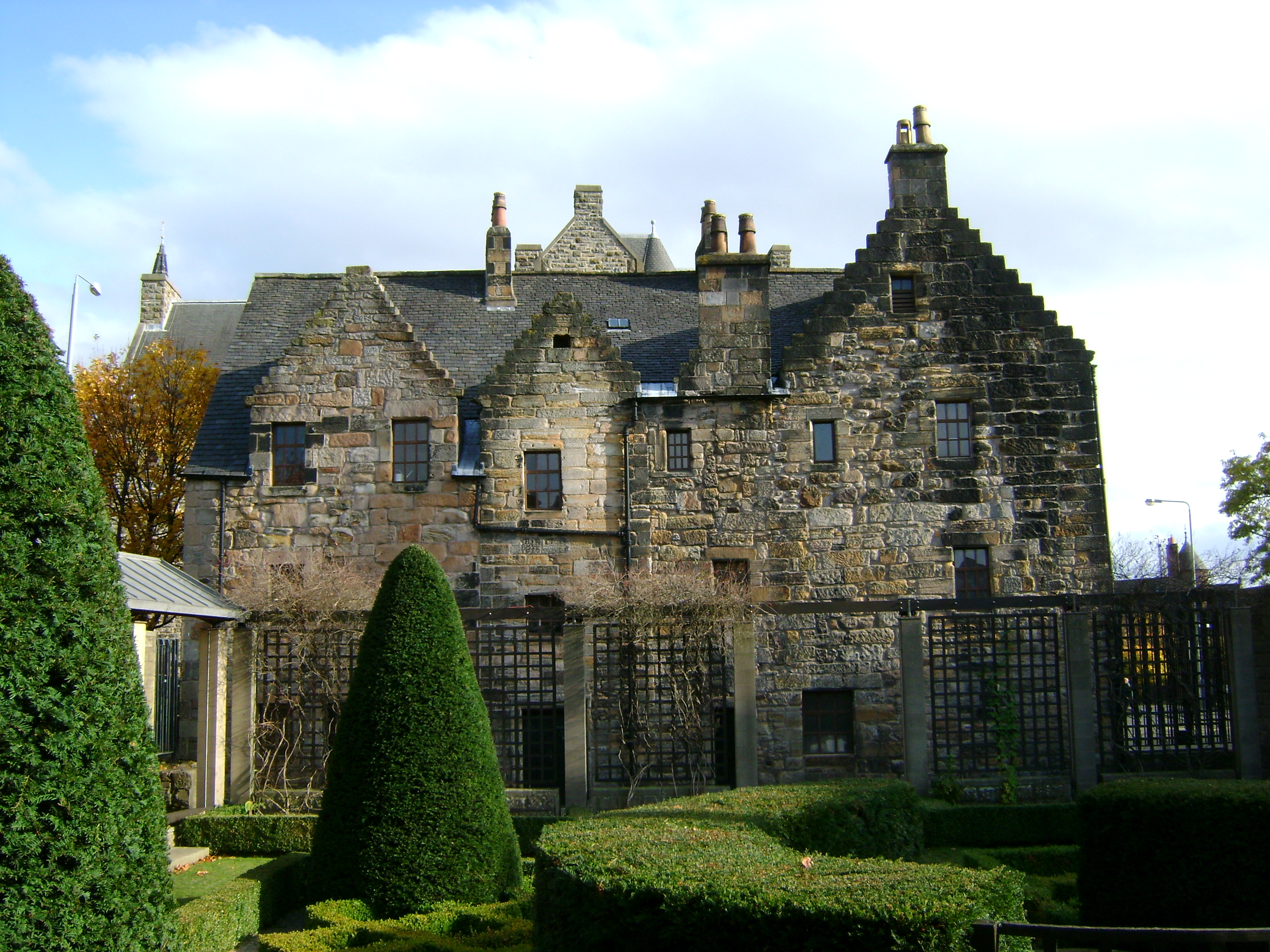

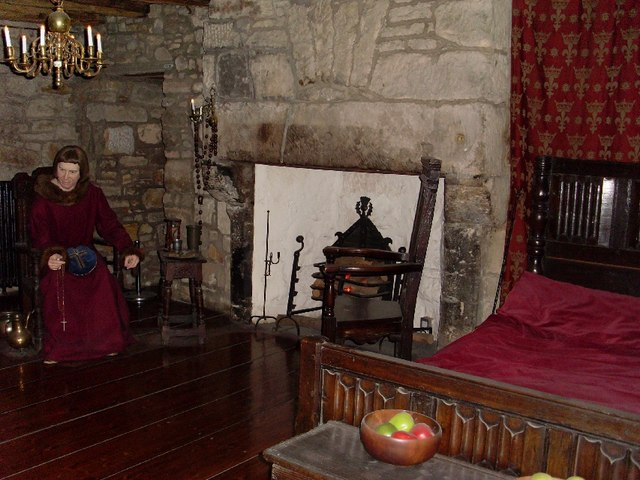
内部

教会采地主权（Provand's Lordship）苏格兰格拉斯哥的是一座中世纪历史住宅博物馆，位于城堡街顶部，在格拉斯哥大教堂和格拉斯哥皇家医院（Glasgow Royal Infirmary）视线内，毗邻圣穆格宗教博物馆。
教会采地主权和附近的格拉斯哥大教堂，是格拉斯哥极少数幸存的中世纪建筑物。教会采地主权是格拉斯哥最古老的住宅遗迹，大教堂则是最古老的建筑物。
教会采地主权建于1471年，为格拉斯哥主教安德鲁·缪尔黑德（Andrew Muirhead）创立的圣尼古拉医院的一部分，在建筑物的一侧仍然可见到缪尔黑德家族纹章。教会采地主权很可能用来容纳神职人员和大教堂的其他辅助人员，为他们提供临时住所。
这房子后来由巴尔纳克的教会采地领主（Lord of the Prebend，管理牧师薪俸来源之田产） 使用，也许与圣尼古拉医院和小堂的的牧师分享，被称为 Lord of Provan以及Provand’s Lordship。
大教堂和医院周围的中世纪建筑大多数在18世纪和20世纪之间拆除。1978年，该建筑被教会采地领主协会（Provand's Lordship Society）提供给格拉斯哥市。今天，这所房子装备了由威廉伯勒尔爵士捐赠的十七世纪苏格兰家具。